# Aplomya versicolor
Aplomya versicolor là một loài ruồi trong họ Tachinidae.